# Vergheas
Vergheas é uma comuna francesa na região administrativa de Auvérnia-Ródano-Alpes, no departamento Puy-de-Dôme. Estende-se por uma área de 7,4 km². Em 2010 a comuna tinha 67 habitantes (densidade: 9,1 hab./km²).